# Нортчејс (Северна Каролина)
Нортчејс (енгл. Northchase) насељено је место без административног статуса у америчкој савезној држави Северна Каролина.

## Демографија
По попису из 2010. године број становника је 3.747.
| Група             | 2000.    | 2010.         |
| Белци             | 0 (0,0%) | 2.861 (76,4%) |
| Афроамериканци    | 0 (0,0%) | 574 (15,3%)   |
| Азијати           | 0 (0,0%) | 64 (1,7%)     |
| Хиспаноамериканци | 0 (0,0%) | 158 (4,2%)    |
| Укупно            | 0        | 3.747         |